# Муканаков, Кубай
Кубай Муканаков (Хубай Муханахов) (каз. Құбай Мұқанақов, 1922 год, Киргизская АССР, РСФСР — дата и место смерти не известны, Казахская ССР, СССР) — колхозник, чабан, заведующий коневодческой фермой колхоза имени Куйбышева Урдинского района Западно-Казахстанской области. Герой Социалистического Труда (1949).

## Биография
Родился в 1922 году в Уральской области, Киргизская АССР. В 1934 году вступил в колхоз имени Куйбышева. Участвовал в Великой Отечественной войне. После демобилизации вернулся в колхоз и стал работать на коневодческой ферме колхоза имени Куйбышева. В 1963 году был назначен старшим чабаном колхоза.
В 1948 году Кубай Муканаков вырастил 109 жеребят от 112 конематок. За этот доблестный труд удостоен в 1949 году звания Героя Социалистического Труда.

## Награды
- Герой Социалистического Труда — Указом Президиума Верховного Совета от 29 октября 1949 года.
- Орден Ленина (1948);
- Юбилейная медаль «Двадцать лет Победы в Великой Отечественной войне 1941—1945 гг.»